# Siła Lorentza

Kierunek działania siły Lorentza w zależności od ładunku cząstki

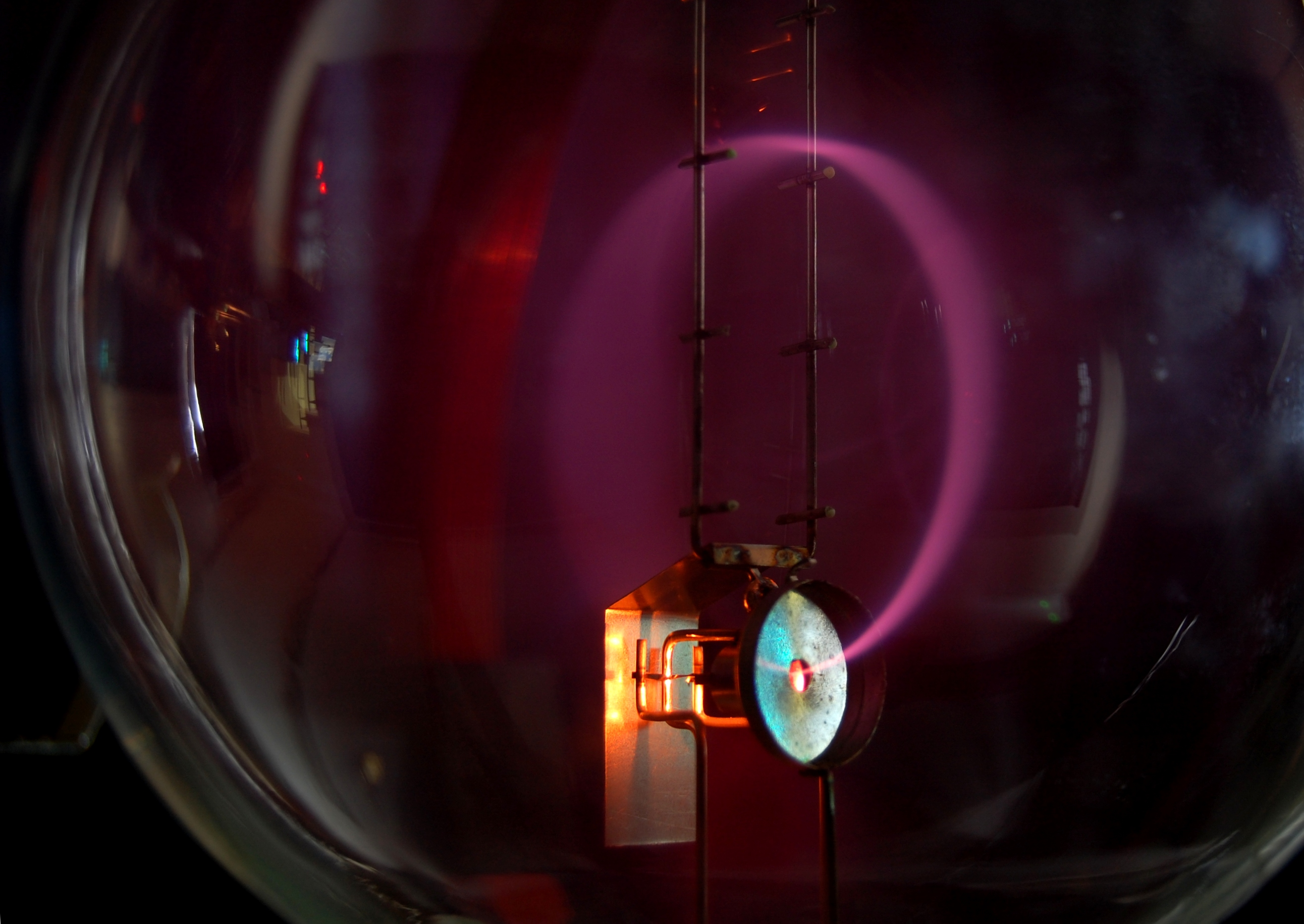
Wiązka elektronów poruszających się po orbicie kołowej w stałym polu magnetycznym

Siła Lorentza – siła, jaka działa na cząstkę obdarzoną ładunkiem elektrycznym, poruszającą się w polu elektromagnetycznym. Wzór podany został po raz pierwszy przez Hendrika Lorentza i dlatego nazwano go jego nazwiskiem.
Wzór określa, jak siła działająca na ładunek zależy od pola elektrycznego i pola magnetycznego (składników pola elektromagnetycznego):
{\displaystyle \mathbf {F} =q(\mathbf {E} +\mathbf {v} \times \mathbf {B} ),}
gdzie:
- {\displaystyle \mathbf {F} } – wektor siły (w niutonach),
- {\displaystyle q} – ładunek elektryczny cząstki (w kulombach),
- {\displaystyle \mathbf {E} } – wektor natężenia pola elektrycznego (w woltach/metr),
- {\displaystyle \mathbf {B} } – pseudowektor indukcji magnetycznej (w teslach),
- {\displaystyle \mathbf {v} } – wektor prędkości cząstki (w metrach na sekundę),
- {\displaystyle \times } – iloczyn wektorowy.

W przypadku, gdy terminem „siła Lorentza” określa się tylko samą składową magnetyczną tej siły, wzór na jej obliczanie zredukuje się do formuły następującej:
{\displaystyle \mathbf {F} =q(\mathbf {v} \times \mathbf {B} ).}

## W ośrodkach ciągłych
Dla ośrodków ciągłych ładunek elektryczny wyraża się poprzez jego gęstość {\displaystyle \rho ,} a natężenie prądu przez gęstość prądu {\displaystyle \mathbf {J} ,} wówczas:
{\displaystyle \mathbf {F} =\int \limits _{V}(\rho \mathbf {E} +\mathbf {J} \times \mathbf {B} )dV.}
Składowa magnetyczna siły Lorentza dla przewodników z prądem nazywana jest siłą elektrodynamiczną.

### Czterowektor siły Lorentza
Czterowektor siły Lorenzta w elektrodynamice klasycznej jest określony według wzoru:
|  |  | {\displaystyle K^{\mu }=-qu_{\nu }F^{\mu \nu }=qu_{\nu }F^{\nu \mu },} |  | (1) |

gdzie:
- {\displaystyle q} ładunek cząstki, na którą działa pole elektromagnetyczne,
- {\displaystyle u_{\nu }=\eta _{\nu \mu }u^{\mu }} jest to kowariantny czterowektor prędkości,
- {\displaystyle F^{\mu \nu }} jest to tensor pola elektromagnetycznego,
- {\displaystyle \eta _{\mu \nu }} jest to tensor metryczny Minkowskiego, przyjęliśmy tutaj sygnaturę tensora metrycznego Minkowskiego w postaci {\displaystyle (1,-1,-1,-1),} bowiem przy sygnaturze przeciwnej, tzn.: {\displaystyle (-1,1,1,1),} mamy wzór czterwektora siły w postaci:

|  |  | {\displaystyle K^{\mu }=qu_{\nu }F^{\mu \nu }.} |  | (2) |

Wykorzystując definicję tensora pola elektromagnetycznego można obliczyć część czasową i przestrzenną czterowektora siły w elektrodynamice klasycznej, zatem po wywodach mamy:
|  |  | {\displaystyle K^{\mu }=\left({\frac {{\vec {p}}\cdot {\vec {F}}}{E}}\gamma ,{\frac {\gamma }{c}}{\vec {F}}\right),} |  | (3) |

gdzie:
- {\displaystyle {\vec {F}}} jest to wektor siły Lorentza,
- {\displaystyle {\vec {p}}} jest to wektor pędu cząstki,
- {\displaystyle E} jest to całkowita relatywistyczna energia cząstki,
- {\displaystyle \gamma ={\frac {1}{\sqrt {1-{\frac {v^{2}}{c^{2}}}}}}} jest to definicja współczynnika {\displaystyle \gamma ,}

gdzie:
- {\displaystyle v} jest to szybkość cząstki,
- {\displaystyle c} jest to prędkość fal elektromagnetycznych w szczególności światła.

Powyższa definicja czterowektora siły w elektrodynamice klasycznej jest zgodna (taka sama) w szczególnej teorii względności.

## Siła Lorentza w szczególnej teorii względności
Zależność między siłą a pędem pozostaje prawdziwa również dla cząstek relatywistycznych:
{\displaystyle \mathbf {F} ={\frac {d\mathbf {p} }{dt}},}
{\displaystyle \mathbf {F} ={\frac {d\left(\gamma m\mathbf {v} \right)}{dt}}=m{\frac {d\left(\gamma \mathbf {v} \right)}{dt}}.}
Siłę Lorentza w szczególnej teorii względności opisuje zależność:
{\displaystyle \mathbf {F} =m{\frac {d\left(\gamma \mathbf {v} \right)}{dt}}=q(\mathbf {E} +\mathbf {v} \times \mathbf {B} ),}
gdzie:
{\displaystyle \gamma \equiv {\frac {1}{\sqrt {1-v^{2}/c^{2}}}}}
jest czynnikiem Lorentza, {\displaystyle v} – prędkością cząstki, a {\displaystyle c} to prędkość światła w próżni.

## Praca siły
Szybkość zmiany energii (moc) wywołana ruchem cząstki w stałym polu wynosi:
{\displaystyle {\frac {d\left(\gamma mc^{2}\right)}{dt}}=q\mathbf {E} \cdot \mathbf {v} .}
Oznacza to, że tylko pole elektryczne wykonuje pracę.
Ruch cząsteczki w polu o zmiennym natężeniu musi uwzględniać zjawisko powstawania pola elektrycznego w wyniku zmian pola magnetycznego i powstawania pola magnetycznego w wyniku zmian pola elektrycznego.